# FIFA-Konföderationen-Pokal 2005
Der FIFA-Konföderationen-Pokal 2005 (englisch FIFA Confederations Cup 2005) war die fünfte Ausspielung dieses interkontinentalen Fußball-Wettbewerbs für Nationalmannschaften unter diesem Namen und unter Obhut der FIFA und die siebte insgesamt. Er fand vom 15. bis zum 29. Juni in Deutschland statt. Der Wettbewerb galt als Generalprobe für die ein Jahr später in Deutschland stattfindende Fußball-Weltmeisterschaft 2006.
Gastgeber Deutschland erreichte mit dem 4:3-Sieg in der Verlängerung gegen Mexiko Platz drei und beendete das Turnier als Mannschaft mit den meisten erzielten Toren (15 Treffer in fünf Partien).
Turniersieger wurde Welt- und Südamerikameister Brasilien, das im Finale Argentinien bezwang.

## Spielorte
Die Spiele wurden in Hannover, Leipzig, Köln, Frankfurt am Main und Nürnberg ausgetragen. Kaiserslautern, das ursprünglich auch noch als Austragungsort vorgesehen war, zog seine Bewerbung im Mai 2004 zurück.
| Hannover |

| Leipzig |

| Köln |

| Nürnberg |

| Frankfurt am Main |

| Hannover |

| Leipzig |

| Köln |

| Nürnberg |

| Frankfurt am Main |

Hannover
Im FIFA Stadion Hannover, der Heimat des Fußballclubs Hannover 96, bietet bei internationalen Spielen 44.652 Besuchern überdachte Sitzplätze. Das ehemalige Stadion wurde für die anstehenden Weltturniere bei laufendem Spielbetrieb für 63 Millionen Euro von Stadt und Land umgebaut und beim ersten Bundesliga-Spieltag nach der Winterpause am 23. Januar 2005 eingeweiht. Außerhalb der FIFA-Veranstaltungen hieß das Stadion Niedersachsenstadion, und auf einer befristeten Basis für Heimspiele des Fußball-Bundesligisten Hannover 96 seinerzeit (2012) AWD-Arena. Für zwei Millionen Euro pro Saison erwarb der in Hannover ansässige Finanzdienstleister Allgemeiner Wirtschaftsdienst (AWD) Mitte 2002 die Namensrechte für diese Spiele. Im FIFA-Stadion Hannover fanden zwei Gruppenspiele statt und am 26. Juni das Halbfinale (18 Uhr) zwischen Argentinien und Mexiko.
Leipzig
Das Zentralstadion, in dem sonst der FC Sachsen Leipzig spielte; heute RB Leipzig, war beim Konföderationen-Pokal die einzige Arena in einer ostdeutschen Stadt. In das alte Stadion, einst mit 100.000 Plätzen das größte Stadion in Deutschland, wurde für 90,6 Millionen Euro eine moderne Fußballarena eingebaut, von denen der Bund 51 Millionen Euro beisteuerte. In dem 44.345 Zuschauer fassenden Stadion, fanden die beiden Vorrundenspiele Brasilien gegen Griechenland und Australien gegen Tunesien statt. Auch das Spiel um Platz drei wurde in der WM-Stadt Leipzig ausgetragen.
Köln
Im FIFA Stadion Köln, der Heimat des 1. FC Köln, haben auch WM-Spiele stattgefunden. Die Stadt Köln zahlte 25,7 Mio. Euro, der Rest wurde über die Kölner Sportstätten GmbH (Eigentümerin und Betreiberin) finanziert. Das neue Stadion ist, sofern keine von der FIFA organisierten Spiele stattfinden, nach dem regionalen Stromversorger RheinEnergie benannt. Das Stadion bot 40.590 Sitzplätze während des Confed-Cups. Die Spiele Argentinien gegen Tunesien, Deutschland gegen Tunesien und Brasilien gegen Japan aus der Vorrunde fanden hier statt.
Frankfurt am Main
Im neuen Waldstadion, der Heimat des Fußballclubs Eintracht Frankfurt, waren 43.324 Sitzplätze beim Confed-Cup vorhanden. Die neue Fußballarena mit einem verschließbaren Dach wurde von Juni 2002 bis Mai 2005 an der Stelle des alten Waldstadions neu errichtet und hat bei internationalen Spielen eine Zuschauerkapazität von 48.000. Die Kosten beliefen sich auf knapp 126 Millionen Euro, dazu kamen rund 45 Millionen Euro für den Ausbau der Stadionperipherie und der Anfahrtswege. Am 1. Juli 2005, also nach dem Konföderationen-Pokal, wurde das Stadion in Commerzbank-Arena umbenannt. Während der WM 2006 war der Name Commerzbank-Arena wegen der exklusiven FIFA-Sponsoren nicht zugelassen, es trug daher während der Fußball-Weltmeisterschaft 2006 vorübergehend den Namen FIFA WM-Stadion Frankfurt am Main. Das Finale, die 20-minütige Eröffnungsfeier am 15. Juni 2005, das Eröffnungsspiel Deutschland gegen Australien und zwei Gruppenspiele des Confed-Cups fanden in der Mainmetropole statt.
Nürnberg
Im damaligen Frankenstadion, der Heimstätte des 1. FC Nürnberg, das für 56,2 Millionen Euro umgebaut wurde, konnten maximal 42.187 Zuschauer die Spiele während des Confed-Cups und der WM verfolgen. Die Vorrundenspiele Australien gegen Argentinien und Deutschland gegen Argentinien konnten in der fränkischen Metropole angesehen werden. Im Frankenstadion fand am 25. Juni 2005 das Halbfinale zwischen Deutschland und Brasilien statt.

## Teilnehmer

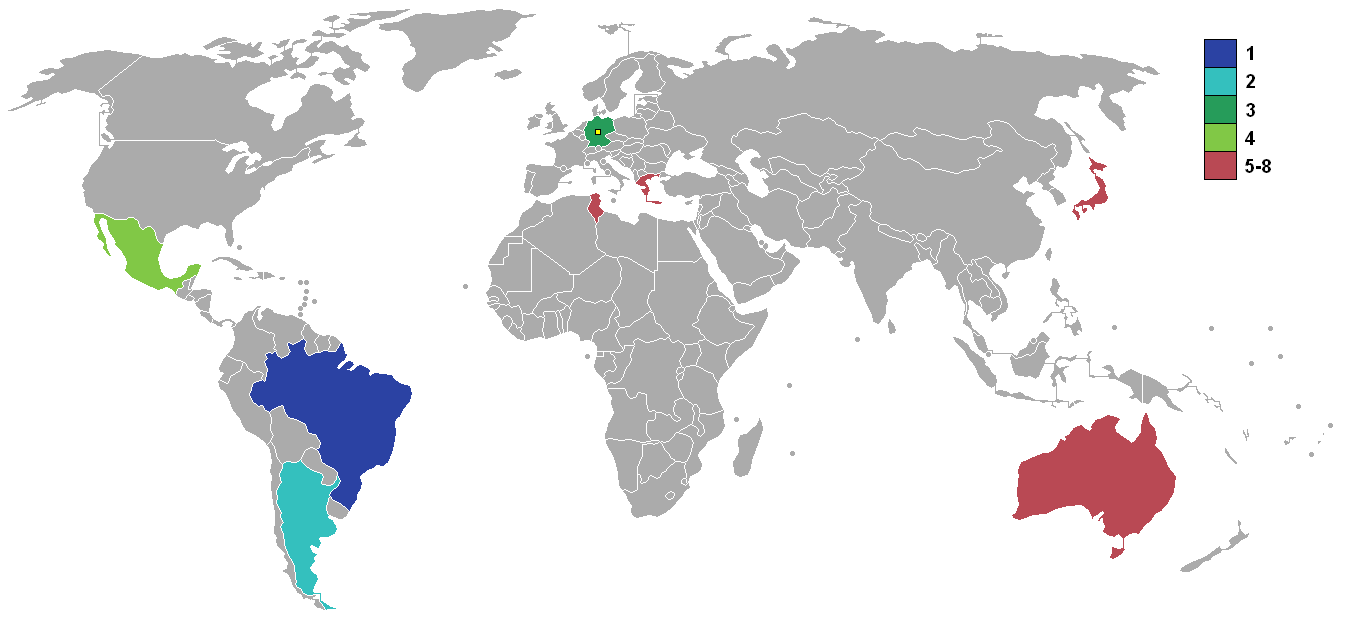
Karte der teilnehmenden Nationen

- Deutschland als Gastgeber,
- Brasilien als Weltmeister 2002,
- Griechenland als Sieger der UEFA EURO 2004,
- Tunesien als Sieger des African Cup of Nations 2004,
- Japan als Sieger des AFC Asien-Pokals 2004,
- Argentinien als Zweiter der Copa América 2004 (Sieger Brasilien war bereits als Weltmeister qualifiziert),
- Mexiko als Sieger des CONCACAF Gold Cup 2003 und
- Australien als Sieger der Fußball-Ozeanienmeisterschaft 2004.

Bei der Gruppenauslosung am 1. November 2004 in Frankfurt am Main wurden von der deutschen Eiskunstläuferin Katarina Witt folgende Gruppen ermittelt:
| Gruppe A    | Gruppe B     |
| ----------- | ------------ |
| Deutschland | Brasilien    |
| Australien  | Griechenland |
| Argentinien | Japan        |
| Tunesien    | Mexiko       |

Nicht alle teilnehmenden Mannschaften traten mit ihrer Bestbesetzung an. So waren einige brasilianische Stammspieler nicht im brasilianischen Aufgebot für den Confed-Cup 2005 dabei. Den bekannten Fußballspielern Cafu und Roberto Carlos wurde eine Regenerationsphase gewährt. Der brasilianische Nationaltrainer Carlos Alberto Parreira berief zwar auch den dreimaligen Weltfußballer Ronaldo in sein Aufgebot, dieser verzichtete jedoch auf die Teilnahme. Der Brasilianer berief für den Wettbewerb außerdem fünf Spieler aus der Fußball-Bundesliga: Lúcio und Zé Roberto vom FC Bayern München, Juan und Roque Júnior (Bayer 04 Leverkusen) und Gilberto da Silva Melo von Hertha BSC.
Trotz alledem war vor allem in Deutschland aufgrund der Gastgeberrolle eine hohe Erwartungshaltung vorhanden. Der Wettbewerb galt als sportliche Generalprobe und als Standortbestimmung für die deutsche Fußballnationalmannschaft, die als Gastgeber der WM keine Qualifikationsspiele absolvieren und sich daher nicht wettbewerbsmäßig messen konnte. Die Mannschaft von Jürgen Klinsmann ging so als Vizeweltmeister und Gastgeber als einer der Favoriten in den Konföderationen-Pokal. Klinsmanns erklärtes Ziel war es, das Turnier zu gewinnen, auch wenn die deutsche Fußball-Mannschaft auf einen Sieg gegen eine der so genannten großen Fußballnationen schon seit fünf Jahren (1:0 gegen England) wartete. Die Hoffnungen der deutschen Fans ruhten vor allem auf Nachwuchsspielern wie Lukas Podolski, Bastian Schweinsteiger und Per Mertesacker sowie den erfahrenen Spielern Michael Ballack und Oliver Kahn. Sowohl Miroslav Klose als auch Dietmar Hamann und Christian Schulz mussten Anfang Juni verletzungsbedingt absagen (siehe deutsches Aufgebot).
Beim Gruppengegner der Deutschen fehlten im Aufgebot von Argentinien ebenfalls wie schon bei den Brasilianern einige prominente Spieler: Hernán Crespo und Roberto Ayala, Kily González, Lucho González, Javier Mascherano und Torwart Roberto Abbondanzieri. Aus der Fußball-Bundesliga hatte Argentiniens Nationaltrainer José Pékerman die Spieler Martín Demichelis vom FC Bayern München und Diego Placente von Bayer 04 Leverkusen nominiert.

## Turniermodus
In der Gruppenphase traten je vier Mannschaften in zwei Gruppen (A und B) im Meisterschaftssystem gegeneinander an, d. h. jede Mannschaft spielte einmal gegen jede andere Mannschaft der Gruppe. In der Gruppenphase zählte ein Sieg drei, ein Unentschieden einen Punkt, eine Niederlage brachte keine Punkte. In der Tabelle der jeweiligen Gruppe wurden die Punkte addiert. Bei Punktgleichheit zweier Mannschaften entschied in der folgenden Reihenfolge über den Tabellenplatz und das Weiterkommen: die Tordifferenz und größere Anzahl erzielter Tore aus allen Gruppenspielen, die direkten Begegnungen der betreffenden Mannschaften (größere Anzahl der Punkte, Torverhältnis, erzielte Tore), letztendlich die Fair-Play-Liste (die sich aus der geringeren Anzahl von gelben und roten Karten ergibt) oder das Los. Damit unterschied sich das Reglement minimal von dem der Qualifikation zur Fußball-Weltmeisterschaft 2006: Dort waren bei Punktgleichheit nicht die Tordifferenz und die mehr erzielten Tore aller Gruppenspiele, sondern sofort die direkten Begegnungen der punktgleichen Mannschaften maßgebend. Um für alle Mannschaften gleiche Bedingungen zu schaffen, wurden die beiden letzten Spiele einer Gruppe zeitgleich ausgetragen. Der erste und zweite jeder Gruppe zogen ins Halbfinale ein.
Im Halbfinale, im Spiel um Platz drei und im Finale wurde im K.-o.-System gespielt. Stand es bei den Spielen der Finalrunde nach der regulären Spielzeit von 90 Minuten unentschieden, kam es zur Verlängerung von zweimal 15 Minuten und eventuell (falls immer noch kein Sieger feststeht) zum Elfmeterschießen. Das Golden Goal und das Silver Goal gab es beim Konföderationen-Pokal 2005 nicht mehr. Es wurde nach dem letzten Wettbewerb 2003 von der FIFA abgeschafft.
Regeländerung
Eine neue Fußballregel, die das International Football Association Board des Weltfußballverbandes FIFA im Februar 2005 beschlossen hatte, wurde erstmals beim Konföderationen-Pokal 2005 angewandt und sorgte für Diskussionen und Verwirrungen. Die Abseitsregel wurde dahingehend präzisiert, dass die Abseitsstellung eines Spielers erst dann vom Schiedsrichter als "strafbares Abseits" zu ahnden ist, wenn jener den Ball berührt hat oder seinen Gegenspieler behindert – andernfalls liegt passives Abseits vor. Der Vorteil dieser Regelauslegung sollte sein, dass die effektive Spielzeit erhöht wird, da es zu weniger Spielunterbrechungen wegen Abseits kommt. Ein Nachteil dieser Regelauslegung war, dass ein Spieler so lange im Unklaren über eine mögliche Abseitsstellung gelassen wird, bis er den Ball berührt – was unter Umständen erst nach einem längeren Sprint der Fall ist. Insbesondere deswegen wurde diese Interpretation der Abseitsregel nach Beendigung des Turniers weiter präzisiert.
Spielsperren
Nach der zweiten Gelben Karte oder nach einer Gelb-Roten Karte im Turnier musste ein Spieler das nächste Spiel seiner Mannschaft aussetzen. Auf eine Rote Karte folgte mindestens ein Spiel Sperre, jedoch konnte die FIFA-Disziplinarkommission über ein höheres Strafmaß entscheiden.
Dopingkontrollen für vier ausgeloste Spieler jeder Mannschaft fanden im Anschluss an das Spiel statt. Zwei wurden kontrolliert, die anderen beiden standen im Falle von Verletzungen bereit. Die Auslosung erfolgte unter allen Spielern des jeweils 23-köpfigen Kaders.

## Vorrunde

### Gruppe A
| Pl. | Land        | Sp. | S | U | N | Tore    | Diff. | Punkte |
| --- | ----------- | --- | - | - | - | ------- | ----- | ------ |
| 1.  | Deutschland | 3   | 2 | 1 | 0 | 009:500 | +4    | 07     |
| 2.  | Argentinien | 3   | 2 | 1 | 0 | 008:500 | +3    | 07     |
| 3.  | Tunesien    | 3   | 1 | 0 | 2 | 003:500 | −2    | 03     |
| 4.  | Australien  | 3   | 0 | 0 | 3 | 005:100 | −5    | 0      |

|                                    |   |             |           |
| 15. Juni um 18:00 Uhr in Köln      |   |             |           |
| Argentinien                        | – | Tunesien    | 2:1 (1:0) |
| 15. Juni um 21:00 Uhr in Frankfurt |   |             |           |
| Deutschland                        | – | Australien  | 4:3 (2:2) |
| 18. Juni um 18:00 Uhr in Köln      |   |             |           |
| Tunesien                           | – | Deutschland | 0:3 (0:0) |
| 18. Juni um 20:45 Uhr in Nürnberg  |   |             |           |
| Australien                         | – | Argentinien | 2:4 (0:2) |
| 21. Juni um 20:45 Uhr in Leipzig   |   |             |           |
| Australien                         | – | Tunesien    | 0:2 (0:1) |
| 21. Juni um 20:45 Uhr in Nürnberg  |   |             |           |
| Argentinien                        | – | Deutschland | 2:2 (1:1) |

Deutschland gewann das torreiche erste Spiel. Die Mannschaft von Jürgen Klinsmann offenbarte große Unsicherheiten in der Defensive, die mit jungen Abwehrspielern besetzt war. Im zweiten Spiel stand die Abwehr besser, die Mannschaft hatte jedoch in der ersten Halbzeit Probleme gegen die kompakt stehenden Tunesier, erst in den letzten zwanzig Minuten kam durch den Strafstoß von Michael Ballack die Wende und Deutschland qualifizierte sich vorzeitig fürs Halbfinale. Durch ein 2:2 gegen Argentinien, bei dem eine ganze Reihe Stammspieler geschont wurden, erspielte sich Deutschland den Gruppensieg und war formal mit sieben Punkten und einer Tordifferenz neun zu fünf Toren die beste Vorrundenmannschaft des Turniers.

Argentinien setzte sich im ersten Spiel nur knapp gegen den Außenseiter Tunesien durch. Trainer José Pékerman testete in der Partie auch einige junge Nationalspieler ohne große Erfahrung. Im zweiten Spiel lief es für den Zweiten der Südamerika-Meisterschaft noch besser, sodass sich die Mannschaft nach dem 4:2 gegen Australien vorzeitig für das Halbfinale qualifizierte. Durch ein 2:2-Unentschieden gegen den Gastgeber wurde das technisch starke Nationalteam Tabellenzweiter der Gruppe A.

Tunesien spielte unter Roger Lemerre über weite Strecken gut mit, jedoch verlor der Afrikameister das erste Spiel knapp. Das zweite Spiel ging deutlich gegen Deutschland verloren. Bis zur 70. Minute spielten die Tunesier gut mit und erarbeiteten sich einige Möglichkeiten, die sie jedoch nicht nutzten. Nach dem 0:1 brach die Gegenwehr zusammen und sie ließen die deutschen Nationalspieler noch zwei Tore nachlegen. Tunesien konnte sich nach zwei Niederlagen mit einem Sieg gegen Australien vom Confed-Cup verabschieden.

Australien verlor das erste Spiel sehr knapp gegen den Gastgeber. Der Ozeanienmeister war spielerisch über weite Strecken die bessere Mannschaft, jedoch hatte die Elf von Trainer Frank Farina große Schwierigkeiten im Abwehrbereich. Nach weiteren Niederlagen gegen Argentinien und Tunesien fuhr das Team mit null Punkten aus den drei Spielen nach Hause. Einer der Lichtblicke bei den Australiern war der Stürmer John Aloisi mit vier Toren.

### Gruppe B
| Pl. | Land         | Sp. | S | U | N | Tore    | Diff. | Punkte |
| --- | ------------ | --- | - | - | - | ------- | ----- | ------ |
| 1.  | Mexiko       | 3   | 2 | 1 | 0 | 003:100 | +2    | 07     |
| 2.  | Brasilien    | 3   | 1 | 1 | 1 | 005:300 | +2    | 04     |
| 3.  | Japan        | 3   | 1 | 1 | 1 | 004:400 | ±0    | 04     |
| 4.  | Griechenland | 3   | 0 | 1 | 2 | 000:400 | −4    | 01     |

|                                    |   |              |           |
| 16. Juni um 18:00 Uhr in Hannover  |   |              |           |
| Japan                              | – | Mexiko       | 1:2 (1:1) |
| 16. Juni um 20:45 Uhr in Leipzig   |   |              |           |
| Brasilien                          | – | Griechenland | 3:0 (1:0) |
| 19. Juni um 18:00 Uhr in Frankfurt |   |              |           |
| Griechenland                       | – | Japan        | 0:1 (0:0) |
| 19. Juni um 20:45 Uhr in Hannover  |   |              |           |
| Mexiko                             | – | Brasilien    | 1:0 (0:0) |
| 22. Juni um 20:45 Uhr in Frankfurt |   |              |           |
| Griechenland                       | – | Mexiko       | 0:0       |
| 22. Juni um 20:45 Uhr in Köln      |   |              |           |
| Japan                              | – | Brasilien    | 2:2 (1:2) |

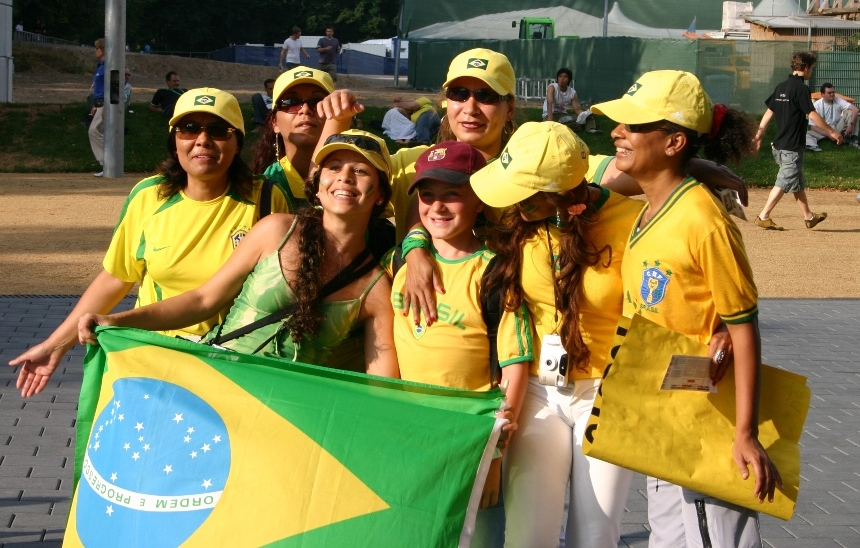
Fans von Brasilien beim Konföderationen-Pokal 2005

Mexiko setzte sich nach einem 0:1-Rückstand gegen Japan noch knapp durch. Die Überraschung war jedoch der 1:0-Sieg von Mexiko gegen den Rekordweltmeister Brasilien. Der FIFA-Weltranglisten-Sechste sowie nord- und mittelamerikanische Meister Mexiko blieb dabei im 20. Spiel hintereinander ungeschlagen. Im abschließenden Spiel gegen Griechenland erreichten die Mittelamerikaner ein 0:0 und kamen damit als Gruppenerster weiter.

Brasilien gewann als amtierender Weltmeister das Spiel gegen den Europameister deutlich und Trainer Carlos Alberto Parreira konnte frühzeitig einige Leistungsträger auswechseln. Obwohl die Stars Ronaldo, Roberto Carlos und Cafu im Urlaub weilten, gewann die südamerikanische Mannschaft, die mit vier Bundesliga-Spielern begann, souverän. Im zweiten Spiel waren die Erwartungen entsprechend hoch, jedoch verlor der Weltmeister 0:1 gegen Mexiko. Auch im dritten Spiel gegen Japan konnten die Südamerikaner nicht überzeugen. Dennoch erreichte Brasilien durch ein 2:2 gegen den Asienmeister als Tabellenzweiter das Halbfinale gegen Deutschland.

Japan verlor gegen Mexiko 1:2. Die Mannschaft, die vom ehemaligen brasilianischen Mittelfeldspieler Zico trainiert wurde, konnte im ersten Spiel noch nicht überzeugen. Mit einem Sieg des Asienmeisters im zweiten Spiel gegen Griechenland bewahrte sich Japan die Chance auf das Halbfinale. Gegen den Weltmeister Brasilien erreichten die Japaner etwas unglücklich – ein Tor wurde wegen angeblichen Abseits aberkannt – nur ein 2:2 und schieden damit aus dem Turnier aus.

Griechenland war im ersten Spiel im ausverkauften Zentralstadion dem fünfmaligen Weltmeister klar unterlegen. Da die Mannschaft auch das zweite Spiel ebenfalls verlor, stand schon vor dem letzten Gruppenspiel fest, dass Griechenland die Heimreise antreten muss. Auch im dritten Spiel gegen Mexiko reichte es nur zu einem 0:0-Unentschieden. Die Mannschaft mit dem deutschen Trainer Otto Rehhagel konnte zu keinem Zeitpunkt an die Leistungen der Euro 2004 anknüpfen.

## Finalrunde

### Halbfinale
|                                   |   |           |           |
| 25. Juni um 18:00 Uhr in Nürnberg |   |           |           |
| Deutschland                       | – | Brasilien | 2:3 (2:2) |

Der Weltmeister Brasilien gewann gegen den Vize-Weltmeister Deutschland mit 3:2-Toren im Frankenstadion in Nürnberg vor 42.187 Zuschauern. Der Gastgeber konnte zwei Mal die Führung der Südamerikaner ausgleichen. Damit verlor Deutschland das zweite Mal unter Bundestrainer Jürgen Klinsmann in dessen bis dahin elfmonatiger Amtszeit. Im Vergleich zum letzten Vorrundenspiel gegen Argentinien (2:2) waren Michael Ballack, Lukas Podolski und Arne Friedrich wieder dabei. Auch bei Brasilien gab es einige Änderungen, so spielte Dida wieder im Tor, Roque Júnior spielte für Juan in der Abwehr. Gilberto da Silva Melo von Hertha BSC spielte ebenso wie Emerson. Die Nationalmannschaft von Brasilien ging dreimal durch Adriano (0:1 und 2:3) und Ronaldinho in Führung und gewann das Spiel gegen den Gastgeber schließlich. Beim zwischenzeitlichen 1:1 durch den Jungstar Podolski vom 1. FC Köln und beim 2:2-Ausgleich durch den Foulelfmeter von Ballack keimte jeweils Hoffnung bei den Deutschen auf, nach fünf Jahren (damals 1:0 gegen England) wieder gegen einen „Großen“ im Weltfußball zu gewinnen. Die Klasse von Adriano, der später zum besten Spieler des Turniers avancierte, siegte letztlich über die jungen Abwehrspieler der Deutschen. Brasilien war zwar technisch überlegen, aber auch die Deutschen kamen zu vielen Tormöglichkeiten. Am Ende musste sich der Gastgeber des Turniers mit dem „kleinen Finale“ abfinden.
|                                   |   |             |                                 |
| 26. Juni um 18:00 Uhr in Hannover |   |             |                                 |
| Mexiko                            | – | Argentinien | 1:1 n. V. (0:0, 0:0), 5:6 i. E. |

Die 43.667 Besucher des ausverkauften FIFA Stadion Hannover sahen eine spannende Partie zwischen Argentinien und Mexiko, das erst im Elfmeterschießen entschieden wurde. Das Spiel zwischen den beiden Mannschaften wurde verbissen geführt, es gab viele Fouls. Der Favorit Argentinien hatte in der ersten Halbzeit einige Schwierigkeiten mit den kompakt stehenden Mexikanern. Jedoch konnten sie ihre leichte Feldüberlegenheit nicht zu Strafraumszenen oder gar Toren umsetzen.
Der zweimalige Weltmeister Argentinien wurde in der zweiten Halbzeit stärker und attackierte die Mexikaner bereits im Mittelfeld. Beide Abwehrreihen machten kaum Fehler, so dass die Offensiven beider Mannschaften nicht von Erfolg gekrönt waren.
Kurz vor Ende der 90 Minuten gab es für Javier Saviola, der gegen Pineda nachtrat, die Rote Karte. Ab der Verlängerung mussten beide Mannschaften mit zehn Spielern auskommen, da auch ein Mexikaner (Rafael Márquez), diesmal mit Gelb-Rot vom Platz gestellt wurde.
In der Verlängerung fielen dann die Tore: Mexiko ging durch Carlos Salcido in der 104. Minute in Führung. Anschließend erzwang Argentinien in der 110. Minute das Tor durch Luciano Figueroa, der kurz vorher noch am Pfosten gescheitert war. Die Entscheidung fiel im Elfmeterschießen. Nachdem jeweils alle fünf Spieler getroffen hatten, hielt der argentinische Torhüter Germán Lux den von Ricardo Osorio geschossenen Ball. Neben Brasilien am Vortag hatte sich nun also auch der zweite große Favorit für den Turniersieg fürs Finale qualifiziert.

### Spiel um Platz 3
|                                  |   |        |                      |
| 29. Juni um 17:45 Uhr in Leipzig |   |        |                      |
| Deutschland                      | – | Mexiko | 4:3 n. V. (3:3, 2:1) |

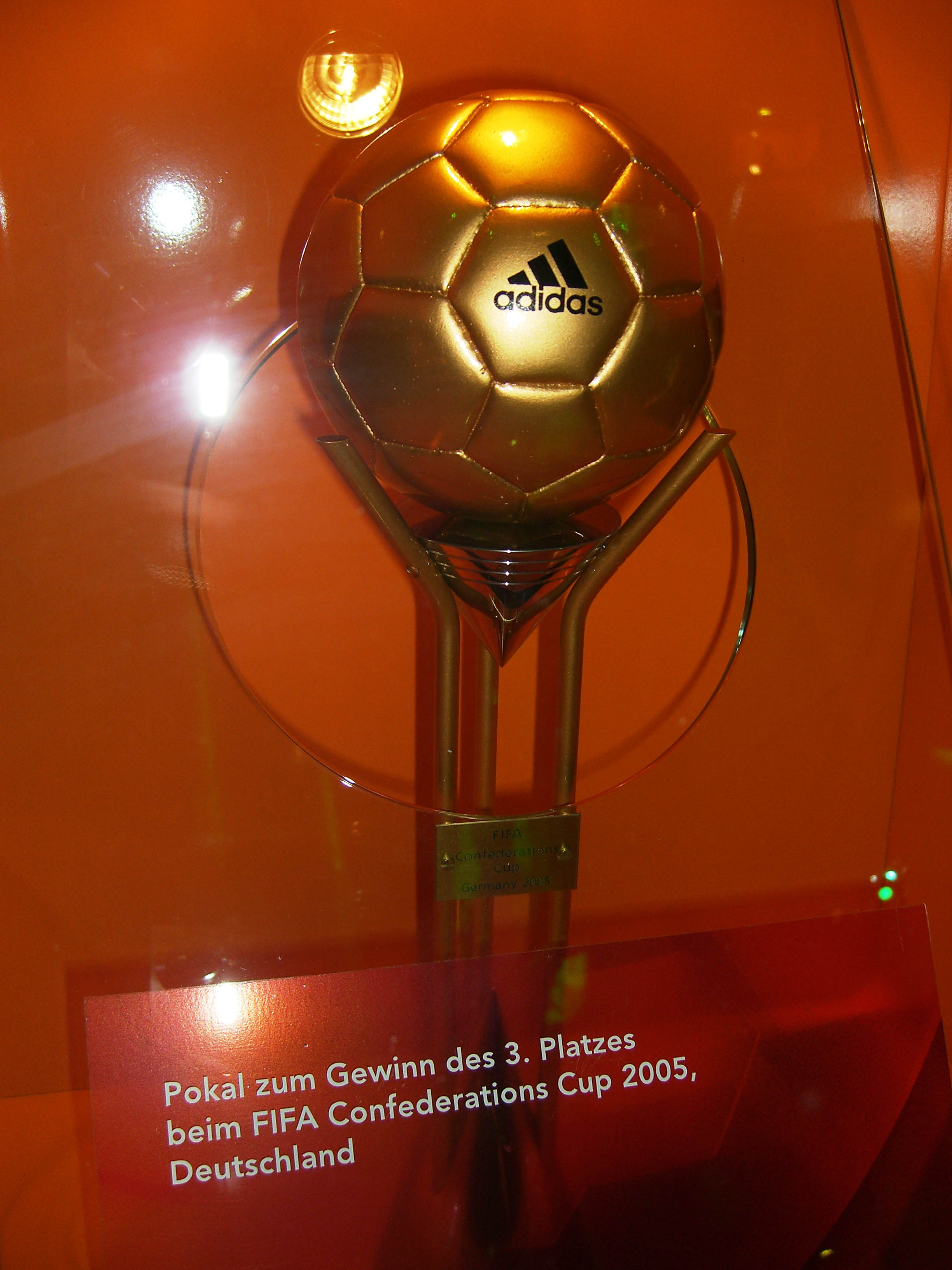
Pokal des drittplatzierten Deutschland

Das „kleine Finale“ im mit 42.000 Zuschauern ausverkauften Zentralstadion von Leipzig entwickelte sich zu einem Fußballspiel, das von Toren und der Spannung lebte. Der Gastgeber Deutschland ging insgesamt viermal in Führung und besiegte die Mexikaner schließlich. Nach der roten Karte von Mike Hanke spielte Deutschland 70 Minuten lang in Unterzahl.
In der ersten Halbzeit waren vor allem die acht Minuten vor der Pause dramatisch. Nach dem 1:0 durch Lukas Podolski schoss Fonseca den Ausgleich. 60 Sekunden später ging Deutschland nach einer Kombination zwischen Hinkel und Podolski durch Bastian Schweinsteiger in Führung. In der zweiten Halbzeit war das Spiel zu Beginn ausgeglichen, bis Mike Hanke in der 54. Minute wegen groben Foulspiels vom Platz gestellt wurde. Die Mexikaner übernahmen das Spiel und Jared Borgetti köpfte eine Flanke von Pérez an Oliver Kahn vorbei ins Tor. Robert Huth, der nach Abwehrfehlern im Eröffnungsspiel stark kritisiert worden war, schoss die erneute Führung der Deutschen. Über weite Strecken merkte man nun, dass Deutschland einen Spieler weniger auf dem Feld hatte, und Mexiko, damals Sechster der FIFA-Weltrangliste, erspielte sich jetzt Vorteile. Die Folge war in der 85. Minute das 3:3 durch Borgetti, der sein zweites Tor im Spiel und sein drittes Turniertor insgesamt schoss – es gab nun Verlängerung.
Michael Ballack zirkelte drei Minuten nach Anpfiff der Verlängerung einen direkten Freistoß über die Mauer. Das 4:3 konnte die deutsche Mannschaft, die trotz der Unterzahl über 70 Minuten weiter nach vorne spielte, bis zum Abpfiff verteidigen. Auch wenn die Ausgleichstore der Mexikaner erneut die Defensivschwächen der Deutschen offenbarten, zeigte die Mannschaft von Trainer Jürgen Klinsmann über weite Strecken Offensivfußball. Die Deutschen beendeten so hinter den Turnierfavoriten Brasilien und Argentinien das Turnier als Dritter.

### Finale
|                                    |   |             |           |
| 29. Juni um 20:45 Uhr in Frankfurt |   |             |           |
| Brasilien                          | – | Argentinien | 4:1 (2:0) |

Im Finale des Konföderationen-Pokal 2005 zwischen Brasilien und Argentinien ging es nicht nur um den Sieg bei der Mini-WM, sondern Brasilien wollte vor allem eine 1:3-Niederlage in der WM-Qualifikation gegen das Nachbarland vergessen machen, die gerade mal drei Wochen zurücklag.
Brasilien hatte den besseren Start: Bereits in der 11. Minute versenkte der brasilianische Torjäger Adriano einen Pass von Cicinho im Tor. Nur wenige Minuten später legten die Brasilianer durch ein Tor von Kaká das 2:0 nach (15. Minute). Auch wenn Argentinien in den Folgeminuten zu einigen Schussgelegenheiten kam, verteidigte Brasilien seinen Vorsprung bis zum Halbzeitpfiff erfolgreich.
Nur wenige Minuten nach der Pause schoss Ronaldinho nach Vorarbeit von Cicinho volley ins Tor (47. Minute). Es gab jetzt viele Chancen auf beiden Seiten: Robinho traf die Latte, Luciano Figueroa köpfte beinah ein Eigentor. Obwohl die argentinische Mannschaft nun besser ins Spiel kam, traf Adriano in der 63. Spielminute auf der anderen Seite nach einer Cicinho-Flanke mit dem Kopf zum 4:0. Pablo Aimar erzielte kurz darauf per Kopf das einzige argentinische Tor zum 4:1-Endstand. Weitere Chancen Brasiliens ließen Adriano, Lúcio und Renato ungenutzt.

## Schiedsrichter
- Shamsul Maidin
- Mourad Daami
- Peter Prendergast
- Carlos Chandía
- Carlos Amarilla
- Matthew Breeze
- Herbert Fandel
- Roberto Rosetti
- Ľuboš Micheľ

## Torschützenliste
| Rang | Spieler                | Tore |
| ---- | ---------------------- | ---- |
| 1    | Adriano                | 5    |
| 2    | Luciano Figueroa       | 4    |
|      | John Aloisi            | 4    |
|      | Michael Ballack        | 4    |
| 5    | Juan Riquelme          | 3    |
|      | Ronaldinho             | 3    |
|      | Lukas Podolski         | 3    |
|      | Jared Borgetti         | 3    |
| 9    | Robinho                | 2    |
|      | Kevin Kurányi          | 2    |
|      | Bastian Schweinsteiger | 2    |
|      | Masashi Ōguro          | 2    |
|      | Francisco Fonseca      | 2    |
|      | Santos                 | 2    |
| 15   | Pablo Aimar            | 1    |

| Rang | Spieler            | Tore |
| ---- | ------------------ | ---- |
| 15   | Esteban Cambiasso  | 1    |
|      | Javier Saviola     | 1    |
|      | Josip Skoko        | 1    |
|      | Kaká               | 1    |
|      | Juninho            | 1    |
|      | Gerald Asamoah     | 1    |
|      | Mike Hanke         | 1    |
|      | Robert Huth        | 1    |
|      | Per Mertesacker    | 1    |
|      | Shunsuke Nakamura  | 1    |
|      | Atsushi Yanagisawa | 1    |
|      | Carlos Salcido     | 1    |
|      | Zinha              | 1    |
|      | Haykel Gmamdia     | 1    |

## Auszeichnungen
Goldener Ball
Der „Goldene Ball“ für den besten Spieler des Turniers ging an den Brasilianer Adriano. Der „Silberne Ball“ ging an den Argentinier Juan Román Riquelme und der „Bronzene Ball“ mit Ronaldinho ebenfalls an einen Brasilianer.
Goldener Schuh
Der „Goldene Schuh“ für den besten Torschützen ging ebenfalls an den Brasilianer Adriano für seine fünf Turniertore. Der „Silberne Schuh“ ging an den Kapitän der deutschen Mannschaft Michael Ballack und der „Bronzene Schuh“ an den Australier John Aloisi. Da beide gemeinsam mit dem Argentinier Luciano Figueroa jeweils vier Tore erzielt hatten, entschieden die Torvorlagen und danach die weniger absolvierten Spielminuten über die Rangfolge.
FIFA-Fair-Play-Trophäe
Den Fair-Play-Preis für sportlich korrektes Auftreten auf dem Rasen und außerhalb des Rasens erhielt die griechische Fußballnationalmannschaft.

## Fazit
Deutschland erwies sich ein Jahr vor der Weltmeisterschaft 2006 als Gastgeber mit sehr guter Organisation. Zur Nachbesserung für die Weltmeisterschaft fielen unter anderem Verkehrsprobleme und unklare Informationspolitik zum Ticketverkauf auf.

### Sportliche Wertung
Sportlich war das Turnier ein Höhepunkt zwischen den kontinentalen Meisterschaften (wie zum Beispiel Europameisterschaft oder Afrikameisterschaft) im Vorjahr und der Weltmeisterschaft 2006 und über weite Strecken von hohem Niveau gekennzeichnet. Die meisten Mannschaften zogen sich nicht wie bei früheren Turnieren abwartend in die eigene Spielhälfte zurück, sondern bemühten sich von Spielbeginn an, attraktiven risikoreichen Offensivfußball zu spielen. So fielen viele Tore, da sich die meisten Mannschaften mehr auf das offensive Spiel konzentrierten als auf die Abwehrarbeit. Die großen Gegensätze zwischen hohen Offensivqualitäten und schwachen Abwehrleistungen führten zu hohen Spielergebnissen. Beim 4:3 der Deutschen im Eröffnungsspiel gegen Australien und dem „kleinen Finale“ (ebenfalls 4:3 n. V.) zwischen Deutschland und Mexiko fielen die meisten Tore des Turniers. Nie zuvor fielen bei einem Konföderationen-Pokal mehr Tore. Die acht Länder erzielten in 16 Spielen 56 Tore, das sind 3,5 Treffer pro Spiel. Bei den Turnieren in den Jahren zuvor waren es deutlich weniger: Beim FIFA-Konföderationen-Pokal 2003 in Frankreich fielen 36 Tore (2,25 pro Spiel) und 2001 in Japan und Südkorea nur 31 Treffer (1,93 pro Spiel).

### Die Gewinner
Die beiden Turnierfavoriten vor dem Beginn des Konföderationen-Pokals, Brasilien und Argentinien, trafen sich im Finale wieder. Beide Mannschaften konnten im Turnier über weite Strecken taktisch und technisch überzeugen. Der Gastgeber Deutschland, der mit dem Ziel ins Rennen gegangen war, das Turnier zu gewinnen, siegte im „kleinen Finale“ gegen Mexiko und erreichte so den dritten Platz. Der FIFA-Weltranglisten-Erste Brasilien (829 Punkte) konnte nicht nur das letzte Spiel gegen den Weltranglisten-Dritten (785 Punkte) klar für sich entscheiden. Brasilien zeigte schon beim ersten Spiel gegen den Europameister Griechenland Offensivfußball und spektakuläre Tore. Im Halbfinale beim 3:2 (2:2) gegen Deutschland blitzte die individuelle Klasse eines Adriano oder eines Ronaldinho immer wieder auf. Technisch, kämpferisch spielten die Brasilianer ein überzeugendes Turnier, auch wenn sie bei zwei Spielen (gegen Mexiko und Japan) in der Vorrunde mit Problemen zu kämpfen hatten. Fünf Spieler Brasiliens aus allen Mannschaftsteilen (bis auf den Torwart) sind in der „Mannschaft des Turniers“ zu finden.
Der Gastgeber Deutschland lieferte eine insgesamt positive Vorstellung ab. Die jüngste Mannschaft im Turnier (Altersdurchschnitt 24,4 Jahre) spielte engagiert und einsatzfreudig. Die Deutschen bestätigten den Trend in diesem Turnier: offensiv stark, defensiv schwach. In den Spielen war vor allem Kapitän Michael Ballack der überragende Mann. Seine sicher verwandelten Elfmeter und sein Freistoß gegen Mexiko waren spielentscheidend. Hoffnung auf die Fußball-Weltmeisterschaft 2006 machte aus deutscher Sicht die Offensive mit den jungen Nationalspielern wie Bastian Schweinsteiger, der in die Mannschaft des Turniers gewählt wurde, oder der 20-Jährige Lukas Podolski, der dreimal traf. Probleme hatte die Nationalmannschaft um Bundestrainer Jürgen Klinsmann vor allem im Abwehrbereich.
Japan spielte ein gutes Turnier, auch wenn sich die Asiaten schon in der Vorrunde verabschieden mussten. Sie brachten den Rekordweltmeister Brasilien an den Rand einer Niederlage (2:2 (1:2)) und mussten nur aufgrund des schlechteren Torverhältnisses im Vergleich zum amtierenden Weltmeister die Heimreise antreten.

### Die Verlierer
Einige Mannschaften enttäuschten aber auch. Europameister Griechenland konnte die bei der Fußball-Europameisterschaft 2004 erfolgreiche Defensivtaktik während der drei absolvierten Spiele nicht im selben Maße erfolgreich umsetzen. Die Mannschaft des deutschen Nationaltrainers Otto Rehhagel musste torlos und als Tabellenletzter nach Hause fahren. Auch bei den Australiern lief es schlecht beim Konföderationen-Pokal. Alle Spiele gingen verloren und die Mannschaft kassierte zehn Gegentore in drei Spielen. Der Ozeanienmeister hatte große Schwierigkeiten im Abwehrbereich und in der Offensive konnte alleine John Aloisi überzeugen, der vier von insgesamt fünf Toren der Australier schoss. Der Trainer der Mannschaft, Frank Farina, trat am Tag nach dem Ausscheiden nach sechs Jahren überraschend zurück. Auch die Tunesier konnten mit ihren begrenzten Mitteln nicht überzeugen. Es fehlten der Kampfeswille und die Risikobereitschaft. Nach einer guten Halbzeit ging das Spiel gegen Deutschland 0:3 (0:0) noch deutlich verloren.

### Dopingaffäre
Die beiden Mexikaner Salvador Carmona und Aarón Galindo wurden nach der Vorrunde wegen Dopings vom mexikanischen Verband suspendiert und vor dem Halbfinale von der Spielerliste gestrichen. Nach einer internen Probe des Verbandes waren die A- und B-Proben positiv auf Nandrolon getestet worden. Anfangs hieß es, die Spieler seien aufgrund eines disziplinarischen Vergehens nach Hause geschickt worden. Der Weltfußballverband FIFA wollte nicht die gesamte Mannschaft bestrafen, obwohl beide in den Vorrundenspielen eingesetzt wurden. Die Spieler wurden individuell mit einer Strafe von zwölf Monaten gesperrt.

### Halbfinale Argentinien gegen Mexiko
Nachdem in der 69. Minute des Halbfinalspiels Argentinien gegen Mexiko (5:6 im Elfmeterschießen) der argentinische Abwehrspieler Fabricio Coloccini dem mexikanischen Spieler Ramón Morales durch einen Bodycheck eine blutende Platzwunde am linken Auge zugefügt hatte, musste der Mexikaner ausgewechselt werden. Da der italienische Schiedsrichter Roberto Rosetti dies nicht mit einer roten, sondern nur mit einer gelben Karte ahndete, fühlte der mexikanische Trainer Ricardo La Volpe seine Mannschaft benachteiligt und vermutete finanzielle Hintergründe für diese Entscheidung.

### Zuschauer
Insgesamt war Interesse der Zuschauer am Konföderationen-Pokal vorhanden, einige Spiele waren schon nach der ersten Verkaufsphase ausverkauft. Nur noch etwa 25.000 Tickets für die teureren Kategorien und weniger attraktive Spiele blieben übrig. Bis Anfang Mai 2005 waren 430.000 von 650.000 Eintrittskarten verkauft, zwei Tage vor Beginn des Turniers waren 500.000 Karten verkauft. Die Stadionauslastung lag bei 85 Prozent. Im Schnitt verfolgten 37.500 Zuschauer die Spiele. Also insgesamt knapp über 600.000 Zuschauer kamen zu den 16 Spielen. Die günstigsten Eintrittskarten waren ab 18 Euro (ermäßigt) zu haben, eine Finalkarte kostete 99 Euro und durchschnittlich mussten 42 Euro für ein Ticket bezahlt werden.
Beim Konföderationen-Pokal 2005 wurden erstmals RFID-Chips in den Eintrittskarten gespeichert. Am Eingang ins Frankfurter Waldstadion, das als WM-Teststadion diente, wurden von der integrierten Chipkarte die Zutritts-Informationen überprüft. Der Einsatz dieser neuen Technik bereitete, wie das Organisationskomitee mitteilte, keinerlei Schwierigkeiten. Niemand war darüber hinaus berechtigt, ein ihm zugeteiltes Ticket weiterzuverkaufen oder weiterzugeben.

### Sicherheit und Stadien
Die Polizei zog nach dem Turnier eine insgesamt positive Bilanz. Weniger Straftaten als bei den Fußball-Bundesliga-Wochenenden wurden registriert. 56 registrierte Straftaten bei den 16 Partien waren Betrügereien oder Diebstähle. Ausschreitungen von Hooligans gab es während des Turniers nicht. In Bezug auf diese problematischen Fußballanhänger wurde der Konföderationen-Pokal aufgrund der teilnehmenden Mannschaften nicht als Testlauf angesehen, da die Hooligans zum Beispiel aus England oder den Niederlanden erst zur Weltmeisterschaft erwartet werden. Auffällig war lediglich eine hohe Zahl von sogenannten Flitzern, einzelnen Zuschauern, die während der Spiele verbotenerweise aufs Spielfeld liefen, um sich dort selbst zu inszenieren und dabei meist bis zum Tor zu laufen und sich ins Netz fallen zu lassen.
Auch wurden die neu gebauten bzw. umgebauten Stadien in Köln, Nürnberg, Hannover, Leipzig und Frankfurt, die Technik und die Sicherheitsvorkehrungen, sowie die Infrastruktur der Austragungsorte vor dem Großereignis WM nochmals unter internationalen Voraussetzungen getestet. Das neu gegründete Nationale Informations- und Kooperationszentrum (NICC) begann in der Hauptstadt Berlin mit den Sicherheitsvorkehrungen. Es koordinierte auf der einen Seite die Arbeit der Sicherheitsbehörden zwischen Bund und Ländern, auf der anderen Seite wurde zusammengearbeitet mit Interpol, Eurojust und Europol. Die Polizeibehörden testeten bei der Mini-WM (so wird der Konföderationen-Pokal häufig in den deutschen Medien bezeichnet) die Notfall- und Einsatzpläne für die Weltmeisterschaft. In unmittelbarer Reichweite zu den Austragungsorten der WM wurden Katastrophenschutzübungen und Notfalllazarette getestet.
Vor dem Eröffnungsspiel im Frankfurter Waldstadion demonstrierten hunderte Fußballfans vieler verschiedener Vereine unter dem Motto „Fußballfans im Abseits“ gegen die angekündigten Polizeimaßnahmen sowie die Kommerzialisierung des Turniers. Die Fans zogen vom Waldstadion zum Hauptbahnhof und legten so die öffentlichen Verkehrsmittel zum Stadion über einen längeren Zeitraum nahezu komplett lahm.

### Berichterstattung
Alle 16 Spiele des FIFA Konföderationen-Pokal 2005 wurden in allen Teilnehmerländern ausgestrahlt. Unter der Bildregie von ARD, ZDF und Premiere wurde das Turnier nach Angaben der Fernsehrechte-Agentur Infront in über 170 Länder live übertragen. Für den Konföderationen-Pokal war das ein neuer Rekord, das Turnier zwei Jahre zuvor in Frankreich war nur in 90 Ländern der Erde zu sehen. Über 3000 Medienvertreter aus der ganzen Welt berichteten aus Deutschland vom Konföderationen-Pokal.
In Deutschland zeigte das ZDF die Gruppenspiele am 16., 18. und 22. Juni sowie beide Halbfinals. Das Erste übertrug die anderen Gruppenspiele und das Spiel um Platz drei und das Finale. Im Zweiten Deutschen Fernsehen analysierten erstmals Jürgen Klopp, damaliger Trainer vom 1. FSV Mainz 05, der ehemalige Schiedsrichter Urs Meier aus der Schweiz sowie der WM-Organisationschef Franz Beckenbauer. In der ARD waren das Duo Günter Netzer und Gerhard Delling sowie Monica Lierhaus und Waldemar Hartmann zu sehen. Das erste deutsche Fernsehen zeigte live die Pressekonferenzen der deutschen Nationalmannschaft am Nachmittag. Beim Sender Premiere arbeiteten über 250 Mitarbeiter an der Produktion der Fußballspiele. Vor allem Marcel Reif und Fritz von Thurn und Taxis kommentierten die Spiele. Der ehemalige FC-Bayern-München-Trainer Ottmar Hitzfeld analysierte bei dem Bezahlfernsehsender die Spiele mit deutscher Beteiligung sowie die Finalrunde. Die Spiele bei Premiere konnten aus mehreren Kameraperspektiven gesehen werden, sowohl im 4:3- als auch im 16:9-Format.
Das erste Eröffnungsspiel zwischen Deutschland und Australien sahen in Deutschland durchschnittlich 11,1 Millionen Zuschauer (38,4 Prozent Marktanteil) vor den Fernsehschirmen. In Deutschland kritisierte der Intendant des WDR, Fritz Pleitgen, die späte Anstoßzeit (20:45 und 21 Uhr). In Deutschland seien die Lebensgewohnheiten der Bürger anders als in Spanien oder Lateinamerika und auch die Kinder sollten an Top-Ereignissen teilhaben können. Im deutschen Fernsehen war die Halbfinal-Begegnung zwischen Deutschland und Brasilien das Spiel mit den meisten Zuschauern: 13,09 Millionen Zuschauer (44,5 Prozent Marktanteil) schauten im Durchschnitt die Übertragung dieses Spieles an. Der höchste Marktanteil wurde mit dem „kleinen Finale“ erreicht: 12,0 Millionen Zuschauer (51,6 Prozent Marktanteil) sahen die Partie. Beim Finale zwischen Brasilien und Argentinien sahen zur besten Sendezeit 10,25 Millionen Menschen (36,8 Prozent Marktanteil) zu.
Für die Berichterstattung im Internet zum Konföderationen-Pokal arbeiteten etwa 30 Redakteure und Techniker der FIFA und von Yahoo in Frankfurt an der offiziellen Seite FIFAworldcup.com.

### Sponsoren
Für die Sponsoren des Weltfußballverbandes FIFA war der Konföderationen-Pokal ebenfalls ein Testlauf vor der Weltpräsentation 2006. Die exklusiven Partner der FIFA, die jeweils 45 Millionen Euro für das Sponsoring während der WM und des Konföderationen-Pokals bezahlten, durften als einzige in den Stadien sowie außen herum auftreten und werben. Zu den offiziellen Partnern der FIFA für die den Konföderationen-Pokal zählten neben dem Bierbrauer Anheuser-Busch, der sich die Exklusiv-Rechte für den Bierausschank im Stadion für 40 Millionen Euro von der FIFA gesichert hatte, weitere vierzehn bekannte internationale Unternehmen: Adidas, Avaya, Coca-Cola, Continental, Deutsche Telekom, Emirates sowie Fujifilm, Gillette, Hyundai, Mastercard und McDonald’s, Philips, Toshiba und Yahoo. Auch der Konföderationen-Pokal wurde zum größten Teil durch Sponsoren finanziert, fast doppelt so viel Geld, wie durch den Kartenverkauf eingenommen wurde, stammte von den Unternehmen.
Hinzu kamen die nationalen Sponsoren, die über 60 Millionen Euro zusätzlich zum Konföderationen-Pokal und zur WM beitragen. Die Deutsche Bahn AG war der Mobilitäts- und Logistikpartner des DFB. Weitere nationale Sponsoren waren die Postbank, Obi, Hamburg-Mannheimer, EnBW und Oddset. Im Gegensatz zu den 15 internationalen Sponsor-Partnern des Weltfußballverbandes FIFA duften die nationalen Förderer nur in Deutschland mit ihrem Engagement werben.
Die große Werbeshow fand während der Spiele statt. Zum Beispiel hieß der von einer FIFA-Kommission zum Spieler des Spieles Gewählte Anheuser Busch Player of the Match. Die Seitenwahl vor Beginn eines jeden Spieles, die Coin escort wurde von einem Getränkehersteller präsentiert. Auch die Bälle und Teile der Eröffnungsfeier waren von den FIFA-Firmen gesponsert und wurden über das Mikrofon im Waldstadion präsentiert. Die Kommerzialisierung wurde von vielen Fußballfans kritisiert.

### Kritik
Einige Fußballexperten wie der Vorstandsvorsitzende des FC Bayern München, Karl-Heinz Rummenigge, oder Fußballtrainer Udo Lattek und prominente Spieler wie der mehrfache Weltfußballspieler Ronaldo kritisieren den Konföderationen-Pokal und fordern die Abschaffung. Sie argumentieren, die Spieler hätten nach der langen Saison in ihrem jeweiligen Verein, den europäischen Wettbewerben, den Spielen für die Nationalmannschaften kaum mehr Zeit für Urlaub und zur Regeneration.
Auf die Kritik am Modus des FIFA-Konföderationen-Pokal 2003 wurde von Seiten des Weltfußballverbandes FIFA reagiert. Bei den hochsommerlichen Temperaturen und bei der langen Saison der Spieler traten nun die Mannschaften alle drei Tage und nicht schon jeden zweiten Tag zu einem Vorrundenspiel an. Die Kritik am Modus des Wettbewerbs kam vor allem auf, nachdem am 26. Juni 2003 der kamerunische Nationalspieler Marc-Vivien Foé an Herzversagen während der Halbfinalpartie im Konföderationen-Pokal zwischen seinem Land und Kolumbien zusammenbrach und verstarb.
Auch Sportmediziner, wie der DFB-Mannschaftsarzt Wilfried Kindermann, warnten, die Nationalspieler könnten Schwierigkeiten haben, ausgeruht und durchtrainiert die nächste Saison und die kommende Weltmeisterschaft anzugehen.
Die FIFA änderte auch den Austragungszyklus des Konföderationen-Pokals von zwei auf vier Jahre. So findet dieser seitdem nur noch alle vier Jahre im Land des WM-Ausrichters als Generalprobe für die kommende Weltmeisterschaft statt. Der Modus alle zwei Jahre in der Saisonvorbereitung der Fußballvereine hatte sich nicht bewährt.